# Frankrikes statsskick
Frankrikes statsskick grundar sig i den så kallade femte republikens författning som antogs i en folkomröstning 1958. I femte republiken fick presidenten mer makt på bekostnad av nationalförsamlingen och regeringen.

## Presidenten
Presidenten är en del av den verkställande makten, den andra delen utgörs av regeringen. Presidenten har omfattande befogenheter och utser premiärministern och på premiärministerns förslag övriga ministrar. Presidenten kan dock inte avskeda premiärministern eller övriga ministrar annat än på premiärministerns förslag.
Bland presidentens viktigaste befogenheter är rätten att utlysa beslutande folkomröstning och att högst en gång per år utlysa nyval till nationalförsamlingen. Vidare har presidenten särskilda befogenheter över utrikes- och försvarspolitiken och beslutar bland annat om insättandet av kärnvapen.

### Styrning genom dekret
Genom författningens artikel 16 kan presidenten besluta att ett sådant exceptionellt läge föreligger, att det ger honom obegränsade befogenheter. För att ett sådant läge skall föreligga krävs dock att republikens institutioner, republikens oavhängighet eller dess territoriella integritet eller uppfyllandet av dess internationella förpliktelser hotas på ett allvarligt sätt och att statsorganens verksamhet avbrutits. Presidentens utnyttjande av artikel 16 ska präglas av en vilja att återge de författningsenliga organen möjlighet att fullgöra sina uppgifter. Styrningen genom dekret får enligt författningen dock ej användas för att ändra författningen eller upplösa nationalförsamlingen, som måste vara samlad under hela den period som presidenten styr genom artikel 16. Artikeln har tillämpats endast en gång, vid den andra armékuppen mot general de Gaulle, 1961.

### Presidentval
Presidenten väljs i allmänna val där alla över 18 år har rösträtt. Sedan en folkomröstning 1962 är valförfarandet direkt. Valet sker därför i en enda enmansvalkrets, och för att väljas krävs absolut majoritet i en första valomgång eller relativ majoritet i en andra valomgång.
Kandidater måste, utöver franskt medborgarskap och 23 års ålder, kunna styrka att kandidaturen stöds av 500 folkvalda franska medborgare, le parrainage. Det är vanligast att söka stöd bland landets borgmästare, som är fler än 36 000 till antalet, men även ledamöter av nationalförsamlingen, Europaparlamentet, regionråden, departementsråden samt rådsförsamlingarna för Korsika och les territoires d'outre mer (territorier på andra sidan havet) kan också skriva under en kandidatur. Ett ytterligare krav är att stödet måste samlas från representanter från 30 olika departement. Underskrifterna sänds till le Conseil Constitutionnel, Konstitutionsrådet, som granskar dem och kungör listan över kandidater 16 dagar före valdagen.
Valet hålls en söndag, och valkampanjen avslutas vid midnatt fredagen före valet. I normalfallet når ingen av kandidaterna absolut majoritet i första valomgången. De två kandidater som fått flest röster går då vidare till en andra valomgång, som hålls två veckor efter den första. Valkampanjen avslutas återigen vid midnatt fredagen före valet. I den andra valomgången räcker det att erhålla en relativ majoritet av rösterna för att bli vald, det vill säga att den kandidat som fått flest röster vinner.
Konstitutionsrådet kungör valresultatet, granskar besvärsärenden mot de lokala valnämnderna och kan ogiltigförklara valet senast tio dagar efter valdagen.

### Mandatperiod
Sedan 2002, i samband med Jacques Chiracs omval, tillämpas femåriga mandatperioder. Historiskt har dock sjuåriga mandatperioder tillämpats.
Ursprunget till den sjuåriga mandatperioden dateras till november 1873. Rojalisternas kandidat till ny fransk monark, greven av Chambord, vägrade att genomföra det planerade maktövertagandet under de givna villkoren. I väntan på grevens bortgång och näste tronarvinge, den mer resonlige greven av Paris, beslutade sig därför rojalisterna för att låta den tillfälliga republiken bestå, genom att förlänga den dåvarande presidentens, Patrice de Mac-Mahon, mandatperiod till sju år. Ändringen var tänkt att gälla enbart Mac-Mahon, men har sedan dess tillämpats under tredje, fjärde och femte republikerna. 
Mandatperiodens längd har sammankopplats med presidentens roll som den som bringar stadga och stabilitet i statsbygget. Den har dock ifrågasättas, inte minst av sittande presidenter, när Georges Pompidou tog upp frågan i en konstitutionsdebatt 1973 och François Mitterrand tillsatte en konstitutionsutredning 1992. På Valéry Giscard d'Estaings uppmaning beslutade Jacques Chirac att, inför sitt eventuella omval, låta franska folket avgöra frågan. Folkomröstningen genomfördes den 24 september 2000 och le septennat (ung. det sjuåriga) ställdes mot ett förslag om le quinquennat, en femårig mandatperiod. Valdeltagandet uppgick till dryg 30 %, 73 % av de röstande stödde förslaget om en förkortad mandatperiod.

## Parlamentet
Parlamentet består av två kammare: Nationalförsamlingen (L'assemblée nationale) och senaten (Le sénat). 
Valet till nationalförsamlingen sker i enmansvalkretsar i två omgångar om ingen kandidat fått mer än 50 % av rösterna i första omgången. I den andra omgången vinner den kandidat som fått flest röster. Mandatperioden är fem år.
Ledamöterna (senatorerna, les sénateurs) i senaten väljs av ca 150 000 representanter för lokala administrativa församlingar. Mandatperioden är 6 år (sänktes år 2004 från 9 år).
Nationalförsamlingen har starkare ställning än senaten och regeringens förtroende krävs endast av nationalförsamlingen. Senaten har normalt vetorätt vid lagförslag men vid oenighet mellan kamrarna kan regeringen begära att ett jämkningsutskott tillsätts. Om utskottet inte kan enas, kan regeringen begära att nationalförsamlingen fattar slutgiltigt beslut. Detta ska i så fall fattas med absolut majoritet (såvida beslutet inte är en finanslag eller av konstitutionell betydelse) och på så sätt kan alltså regeringen kringgå vetot från senaten.

## Maktbalansen president-regering-parlament
Presidenten är statsöverhuvud och har ansvar för den verkställande funktionen av regeringen, Nationalförsamlingen. Presidenten utser premiärminister och departementschefer. Premiärminister och regering utses utifrån det parti eller den koalition med majoritet i Nationalförsamlingen. 
Presidenten är även talman i ministerrådet och har stort inflytande över dess agenda.